# زورقان سيفي الأوراق
زورقان سيفي الأوراق (الاسم العلمي:Cymbidium ensifolium) هو نوع من النباتات يتبع جنس الزورقان من الفصيلة السحلبية.